# Don Branson
Don Branson, ameriški dirkač Formule 1, * 2. junij 1920,  Rantoul, Illinois, ZDA, † 12. november 1966, Gardena, Kalifornija, ZDA.

## Življenjepis
Branson je pokojni ameriški dirkač, ki je med letoma 1959 in 1966 sodeloval na ameriški dirki Indianapolis 500, ki je med letoma 1950 in 1960 štela tudi za prvenstvo Formule 1. Najboljši rezultat je dosegel na dirki leta 1960, ko je zasedel četrto mesto. Leta 1966 je umrl za posledicami nesreče na dirki v Gardeni.